# Нефрома рівна
Нефрома рівна (Nephroma parile) — вид сумчастих лишайників родини нефромові (Nephromataceae).

## Поширення
Вид поширений в Європі, Північній Азії, Північній та Південній Америці. В Україні зустрічається спорадично у Карпатах, Поліссі та у Гірському Криму. Росте у хвойних гірських лісах.

## Опис
Слань у вигляді листоподібних, по краю вузьколопастних пластинок, зверху коричнева або світло-коричнева, гладка, знизу короткоопушена (опушення помітно в лупу), чорнувата. По краю лопатей численні соредії утворюють облямівку. По всій поверхні розкидані сорелі, місцями утворюються ізидії у вигляді крупи. Апотеції зустрічаються рідко.

## Збереження
Занесений до Червоної книги України зі статусом «Вразливий». Охороняється у Карпатському та Ужанському національних природних парках, Карпатському біосферному заповіднику, Кримському природному заповіднику.